# Hans-Peter Reinecke
Pour les articles homonymes, voir Reinecke.
Hans-Peter Reinicke est un acteur allemand né le 16 mai 1941 à Magdebourg (Allemagne), mort le 20 novembre 2005 à Berlin (Allemagne).

## Filmographie
- 1960 : Holubice
- 1961 : Gewissen in Aufruhr (feuilleton TV)
- 1963 : Christine
- 1963 : Beschreibung eines Sommers : Tenser
- 1966 : Spur der Steine : Galonski
- 1967 : Brennende Ruhr (TV) : Max Grothe
- 1971 : Polizeiruf 110 - Der Fall Lisa Murnau (TV)
- 1972 : Nakovalnya ili chuk : Van der Lube
- 1973 : Polizeiruf 110 - Vorbestraft (TV)
- 1974 : Der Untergang der Emma
- 1974 : Punane viiul : Brückner
- 1974 : Zum Beispiel Josef : Bruno
- 1975 : Jacob le menteur (Jakob, der Lügner)
- 1977 : Wer reißt denn gleich vorm Teufel aus? : Räuberhauptmann
- 1977 : Tambari : Heinrich Töller
- 1978 : Polizeiruf 110 - Schuldig (TV) : Jochen Schober
- 1979 : Ich - Dann eine Weile nichts (TV) : Vater Fielow
- 1980 : Gevatter Tod (TV) : Cläusle
- 1980 : Meines Vaters Straßenbahn (TV)
- 1983 : Polizeiruf 110 - Auskünfte in Blindenschrift (TV) : Transportleiter
- 1983 : Taubenjule : Klaus Kürbs
- 1984 : Mensch, Oma! (feuilleton TV)
- 1985 : Polizeiruf 110 - Laß mich nicht im Stich (TV) : Ernst Romenei
- 1986 : Der Staatsanwalt hat das Wort - Ein todsicherer Tip (TV) : Peter Kerber
- 1986 : Jorinde und Joringel (TV)
- 1987 : Polizeiruf 110 - Explosion (TV)
- 1988 : Der Staatsanwalt hat das Wort - Alles umsonst (TV) : Direktor Pfaff
- 1995 : Nikolaikirche (TV)
- 1996 : Polizeiruf 110 - Der Pferdemörder (TV) : Manfred Loeffler
- 1997 : Der Kapitän - Den Tod im Nacken (TV)